# Luca Moncada
Luca Moncada (Palermo, 3 de abril de 1978) es un deportista italiano que compitió en remo. Ganó seis medallas de oro en el Campeonato Mundial de Remo entre los años 2001 y 2007.

## Palmarés internacional
| Campeonato Mundial | Campeonato Mundial | Campeonato Mundial | Campeonato Mundial  |
| Año                | Lugar              | Medalla            | Prueba              |
| ------------------ | ------------------ | ------------------ | ------------------- |
| 2001               | Lucerna (Suiza)    | Medalla de oro     | Cuatro scull ligero |
| 2002               | Sevilla (España)   | Medalla de oro     | Cuatro scull ligero |
| 2003               | Milán (Italia)     | Medalla de oro     | Cuatro scull ligero |
| 2005               | Kaizu (Japón)      | Medalla de oro     | Cuatro scull ligero |
| 2006               | Eton (Reino Unido) | Medalla de oro     | Cuatro scull ligero |
| 2007               | Múnich (Alemania)  | Medalla de oro     | Cuatro scull ligero |